# 찰스 촌시 (1592년)

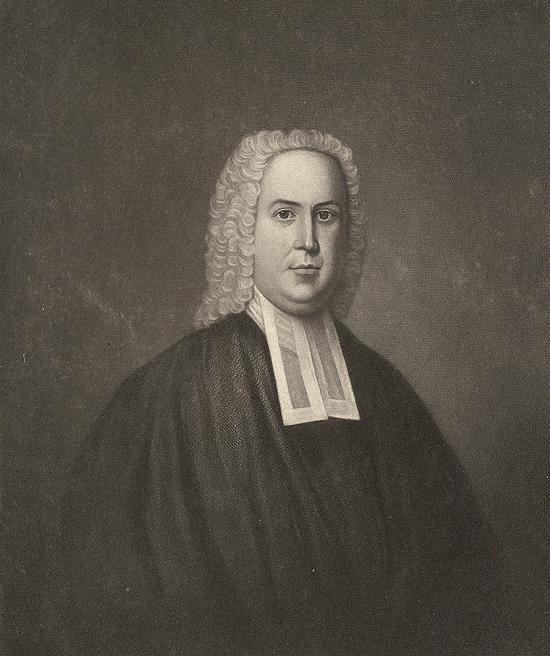
찰스 촌시의 초상화

찰스 촌시(Charles Chauncy, 1592년 11월 5일 - 1672년 2월 19일)는 영국-미국계 성직자, 교육자, 의사이다. 하버드 대학교의 2대 총장으로 그는 하버드 대학교가 뉴잉글랜드에서 목회자를 양성하는 것이 주된 목적이며, 영국에 의존하는 것을 원하지 않았다.
찰스 촌시는 그의 증손자이며 보스톤의 제일교회를 담임하였다.